# Сега (Белуно)
Сега је насеље у Италији у округу Белуно, региону Венето.
Према процени из 2011. у насељу је живело 65 становника. Насеље се налази на надморској висини од 1113 м.